# Папуа Нова Гвинеја на Светском првенству у атлетици на отвореном 2015.
Папуа Нова Гвинеја је учествовала на Светском првенству у атлетици на отвореном 2015. одржаном у Пекингу од 12. до 30. августа петнаести пут, односно учествовала је на свим првенствима до данас. Репрезентацију Папуе Нове Гвинеје представљало је двоје атлетичара који су се такмичили у две тркачке дисциплине.,.
На овом првенству Папуа Нова Гвинеја није освојила ниједну медаљу, нити је оборен неки рекорд.

## Учесници
| Дисциплина       | Спортисти   | Спортисти    |
| Дисциплина       | Мушкарци    | Жене         |
| ---------------- | ----------- | ------------ |
| 800 м            | —           | Дона Конијел |
| 3.000 м препреке | Sapolai Yao | -            |

## Резултати

### Мушкарци
| Атлетичар   | Дисциплина       | Лични рекорд | Квалификације | Квалификације | Финале               | Финале      | Детаљи |
| Атлетичар   | Дисциплина       | Лични рекорд | Резултат      | Место         | Резултат             | Место       | Детаљи |
| ----------- | ---------------- | ------------ | ------------- | ------------- | -------------------- | ----------- | ------ |
| Sapolai Yao | 3.000 м препреке | 9:28,00      | 9:51,09       | 13. у гр 2    | Није се квалификовао | 38/ 35 (37) |        |

### Жене
| Атлетичарка  | Дисциплина | Лични рекорд | Квалификација | Квалификација | Полуфинале            | Полуфинале            | Финале                | Финале       | Детаљи |
| Атлетичарка  | Дисциплина | Лични рекорд | Резултат      | Место         | Резултат              | Место                 | Резултат              | Место        | Детаљи |
| ------------ | ---------- | ------------ | ------------- | ------------- | --------------------- | --------------------- | --------------------- | ------------ | ------ |
| Дона Конијел | 800 м      | 2:08,77      | 2:12,51       | 6. у гр. 4    | Није се квалификовала | Није се квалификовала | Није се квалификовала | 42./ 44 (45) |        |